# Pătlagină
Pătlagina (Plantago) este un gen de aproximativ 200 de specii de plante mici. Pătlaginile sunt folosite drept sursă de hrană de către larvele unor specii de fluturi.

## Descriere
Pătlagina este o plantă erbacee perenă, de 10 – 50 cm înălțime, cu frunze ovate sau lanceolate, cu tulpini florifere drepte, cu inflorescențe terminale în formă de spic și cu floricele gălbui, mici.

## Răspândire
Pătlagina Plantago major este foarte răspândită, vegetând și în locuri bătătorite în care alte specii nu cresc. Crește pe marginea drumurilor, în buruienișuri, în pășuni, culturi, de la câmpie până în zona alpină.
Se cultivă numai Plantago lanceolata (pătlagina îngustă).

## Acțiune farmacologică
Se folosesc frunzele (Folium Plantaginis).
Principiile active sunt: mucilagii, vitamina K, tanin, glicozidul aucubina, polifenoli, alantoină.
Acționează ca emolient și expectorant, antihemoragic, cicatrizant, hipocolesterolemiant, antiseptic, hipotensor. Se mai folosește la ulcerul gastric, catar (urinar sau digestiv), hipertensiune, răni, ulcere varicoase, laringite, stomatite, traheite, hemoroizi, conjunctivite și blefarite etc. Planta este
folosită ca plantă medicinală. Substanța activă este glicozidul aucubina,
dar conține și polifenoli, polizaharide, mucilagii, vitamina C, tanin, siliciu,
potasiu, zinc. Este rudă
apropiată cu Pătlagină lată (Plantago major), Pătlagina medie (Plantago media).
În industria farmaceutică și în medicina populară este folosită frunzele
acestora.
Pătlagina
este un anti-bacterian puternic, anti-inflamator și cicatrizant, astfel
frunzele zdrobite pot fi un remediu pentru mușcături de insecte, în cazul unor
arsuri minore. Datorită proprietăților anti-bacteriene, anti-inflamatorii este
folosit pentru tratarea bolilor inflamatorii ale căilor respiratorii, pentru ameliorarea
tusei, și ca expectorant. Dizolvă mucusul aderent, promovează formarea de spută
(secreția traheobronșică). Acoperă mucoasa membranei și ameliorează inflamația,
elimină reflexul de tuse.
Având în
vedere lipsa reacțiilor adverse, este folosit cu succes și în pediatrie. Uneori
este folosit ca și laxativ datorită faptului că miezul se umflă ușor.
Pentru uz
extern, în medicina populară, este folosit pentru leziunile superficiale, răni purulente,
tăieturi, ulcer care se vindecă greu și pentru ameliorarea sângerării. Frunzele
proaspete de pătlagină se pun pe răni care se vindecă lent: este antiseptic,
astringent, închide rana, facilitează coagularea sângelui.

## Specii
Există aproximativ 200 de specii ale genului Plantago, printre care:
- Plantago afra
- Plantago africana
- Plantago aitchisonii
- Plantago alpina
- Plantago amplexicaulis
- Plantago arborescens
- Plantago arenaria
- Plantago argentea
- Plantago asiatica
- Plantago aucklandica
- Plantago bigelovii
- Plantago canescens
- Plantago coreana
- Plantago cordata
- Plantago coronopus
- Plantago cornuti
- Plantago cynops
- Plantago eripoda
- Plantago elongata
- Plantago erosa
- Plantago fernandezia
- Plantago fischeri
- Plantago gentianoides
- Plantago glabrifolia
- Plantago grayana
- Plantago hawaiiensis
- Plantago hedleyi
- Plantago heterophylla
- Plantago hillebrandii
- Plantago himalaica
- Plantago incisa
- Plantago krajinai
- Plantago lanceolata
- Plantago lanigera
- Plantago longissima
- Plantago macrocarpa
- Plantago major
- Plantago maritima
- Plantago maxima
- Plantago media
- Plantago melanochrous
- Plantago moorei
- Plantago musicola
- Plantago nivalis
- Plantago nubicola (sin. Bougueria nubicola)
- Plantago obconica
- Plantago ovata
- Plantago pachyphylla
- Plantago palmata
- Plantago patagonica
- Plantago polysperma
- Plantago principes
- Plantago pusilla
- Plantago psyllium
- Plantago raoulii
- Plantago rapensis
- Plantago remota
- Plantago reniformis
- Plantago robusta
- Plantago rugelii
- Plantago rupicola
- Plantago schneideri
- Plantago sempervirens
- Plantago sparsiflora
- Plantago subulata
- Plantago spathulata
- Plantago tanalensis
- Plantago taqueti
- Plantago tenuiflora
- Plantago triandra
- Plantago triantha
- Plantago tweedyi

## Galerie

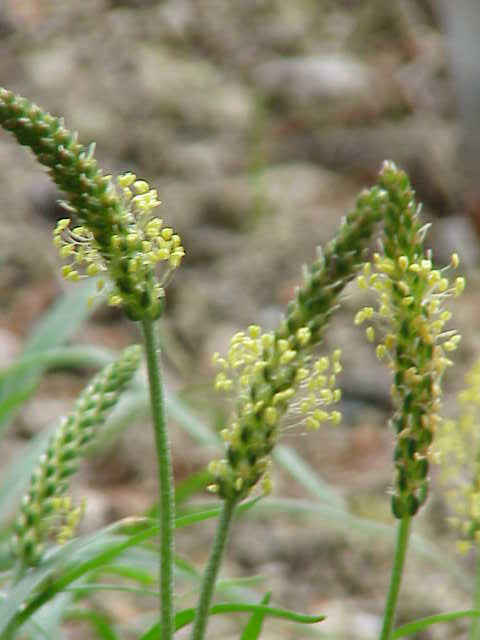
Plantago alpina
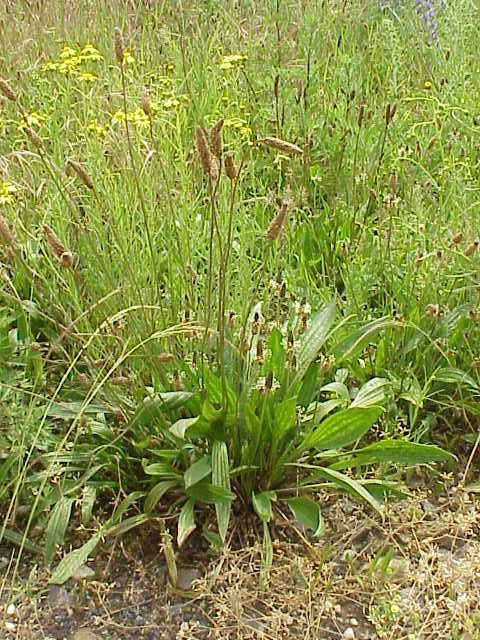
Plantago lanceolata
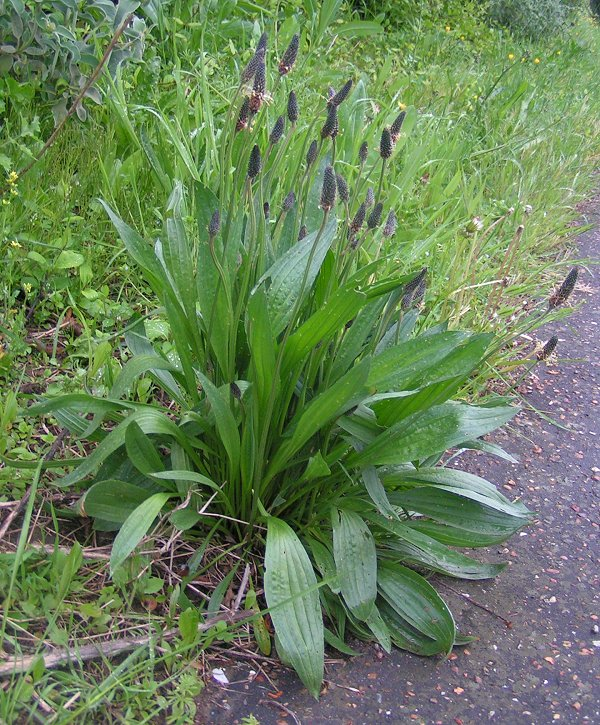
Plantago lanceolata
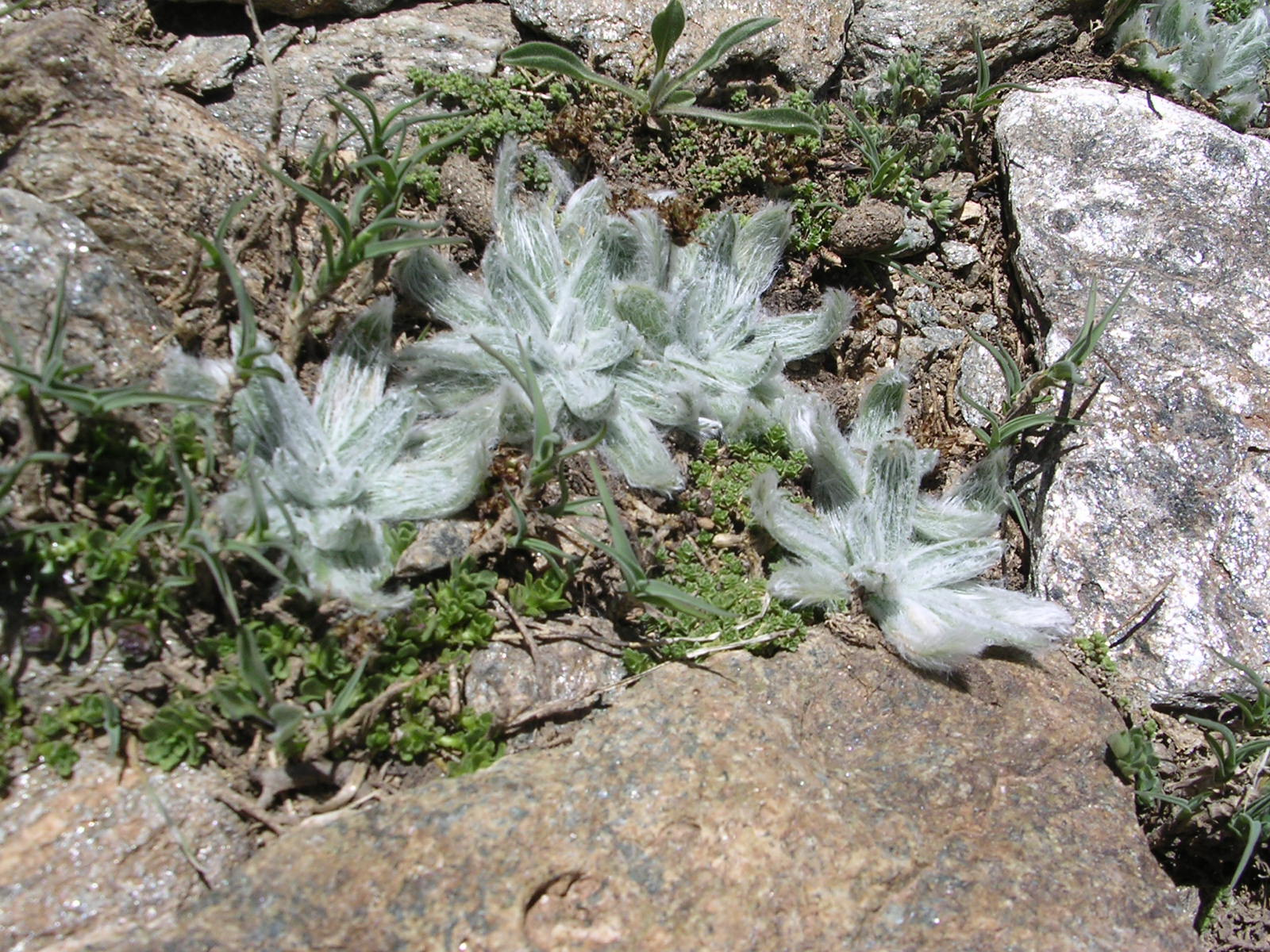
Plantago nivalis

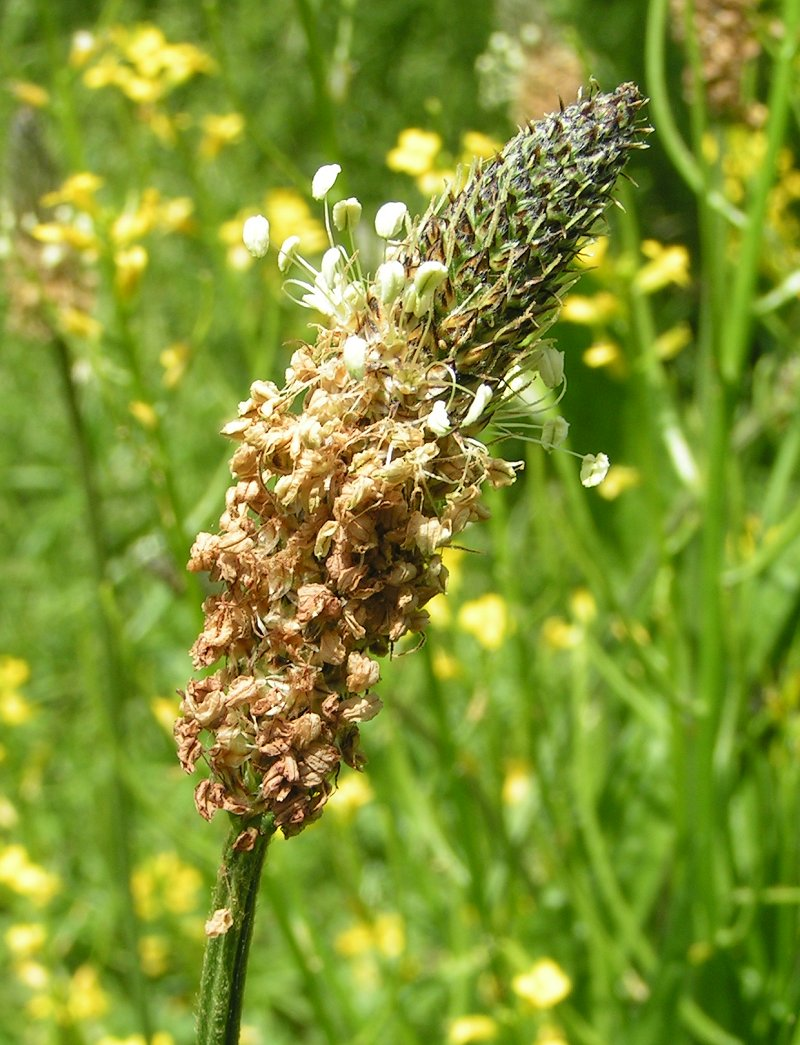
Plantago lanceolata
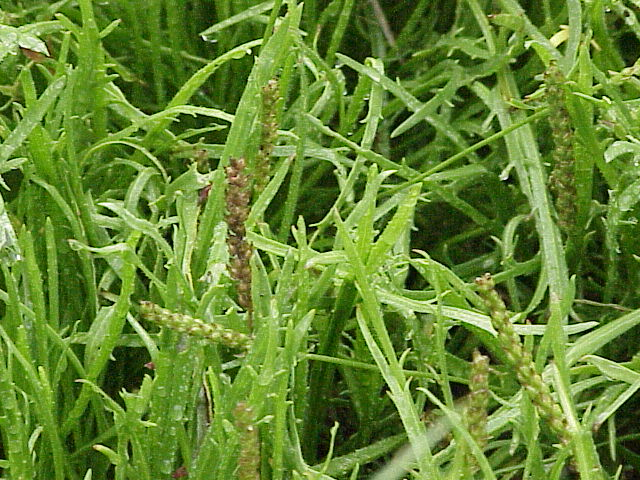
Plantago coronopus
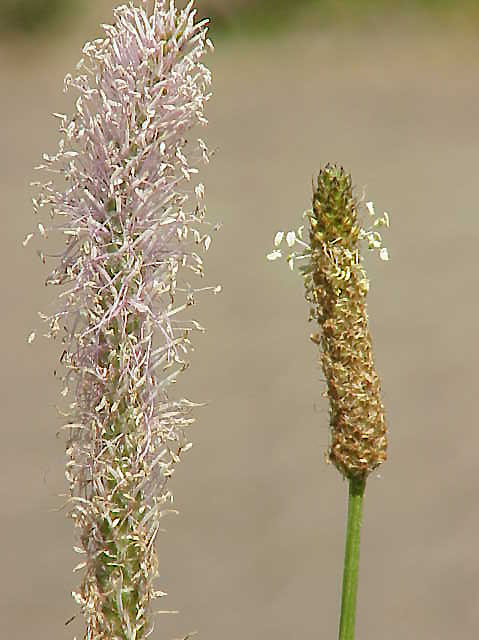
Plantago media stepposa
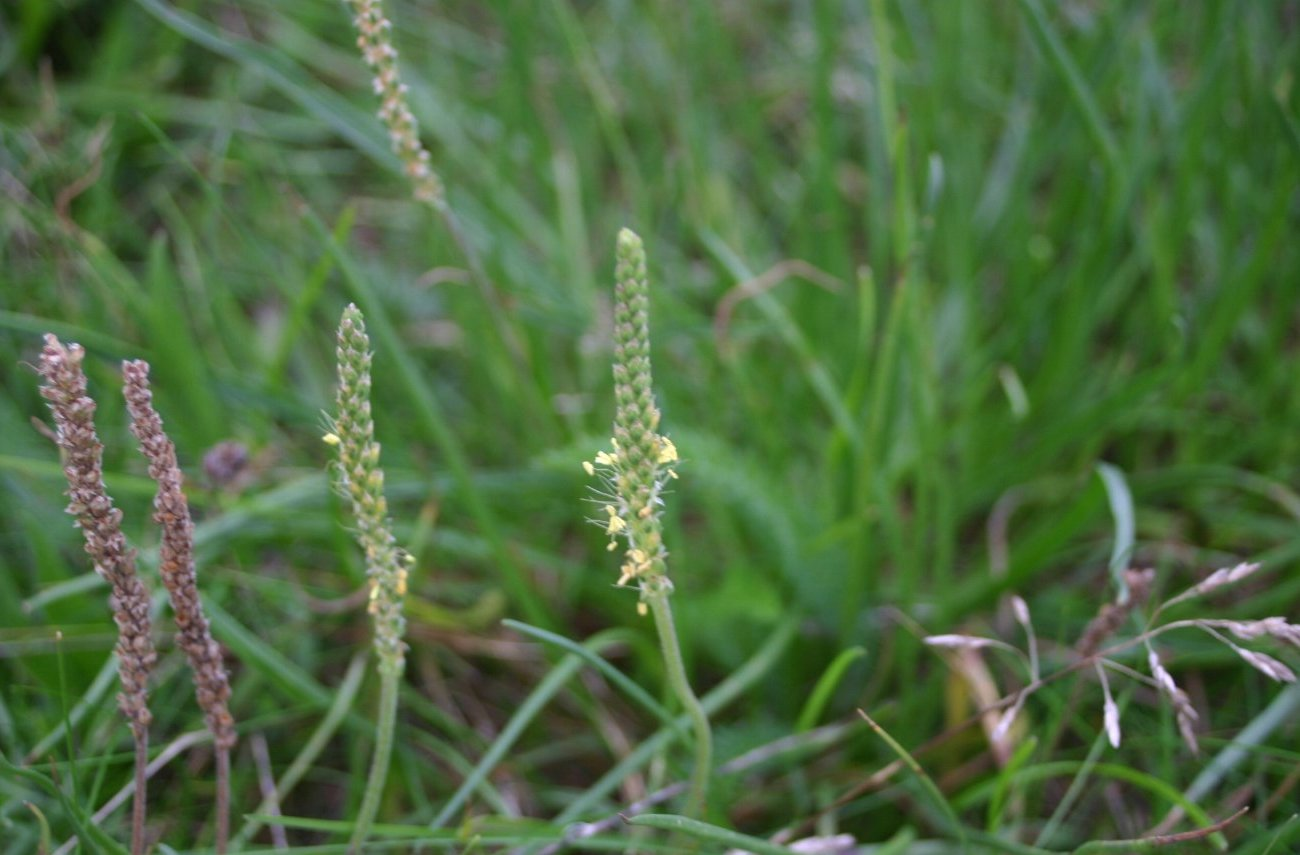
Plantago maritima